# Herat (provincie)
Herat of Herāt (Dari: هرات herāt) is een provincie van Afghanistan. De hoofdstad van de provincie is de stad Herāt. Het ligt in het noordwesten van Afghanistan. Provincie Herāt grenst aan nog drie provincies: Bādghīs, Ghōr en Farāh en Herāt grenst aan twee landen: Iran en Turkmenistan. Deze factoren maken de provincie strategisch belangrijk. De meeste bewoners van de provincie zijn Perzischtalig, maar in het noorden van de provincie wonen ook Turkmenen en in het zuiden de Pashtoen die in het begin van 20e eeuw door Abdurrahman Khan naar Herāt verhuisd zijn.

## Bestuurlijke indeling
De provincie Herāt is onderverdeeld in 16 districten:
- Adraskan
- Chishti Sharif
- Farsi
- Ghoryan
- Gulran
- Guzara
- Herāt
- Injil
- Karukh
- Kohsan
- Kushk
- Kushki Kuhna
- Obe
- Pashtun Zarghun
- Shindand
- Zinda Jan

Adraskan · Chishti Sharif · Farsi · Ghoryan · Gulran · Guzara · Herat · Injil · Karukh · Kohsan · Kushk · Kushki Kuhna · Obe · Pashtun Zarghun · Shindand · Zinda Jan
Badakhshān · Bādghīs · Baghlān · Balkh · Bāmyān · Dāykundī · Farāh · Fāryāb · Ghaznī · Ghōr · Helmand · Herāt · Jowzjān · Kābul · Kandahār · Kāpīsā · Khōst · Kunar · Kunduz · Laghmān · Lōgar · Nangarhār · Nīmrōz · Nūristān · Paktiyā · Paktīkā · Panjshayr · Parwān · Samangān · Sar-e Pul · Takhār · Uruzgān · Wardak · Zābul